# Borough de Causeway Coast and Glens
Le district de Causeway Coast and Glens (Causeway Coast and Glens Borough en anglais), officiellement appelé Causeway Coast and Glens, est un district de gouvernement local d’Irlande-du-Nord.
Créé en avril 2015, il succède aux districts de Ballymoney, de Coleraine, de Limavady et de Moyle.

## Géographie

### Situation administrative
Le district est situé dans les comtés d’Antrim et de Londonderry.

### Territoires limitrophes
| Lough Foyle                         | Océan Atlantique                                      | Océan Atlantique |
| District de Derry City and Strabane | borough de Causeway Coast and Glens                   | Océan Atlantique |
| District de Derry City and Strabane | District de Mid Ulster Borough de Mid and East Antrim | Canal du Nord    |

## Histoire
Un district de gouvernement local (local government district en anglais) regroupant ceux de Ballymoney, de Coleraine, de Limavady et de Moyle est proposé le 30 mai 2008 par le Local Government (Boundaries) Act (Northern Ireland) du 23 mai 2008. Il est formellement créé sous le nom de la Côte de la Chaussée et des Glens (Causeway Coast and Glens District) à compter du 1er avril 2015 par le Local Government (Boundaries) Order (Northern Ireland) du 30 novembre 2012.
Par délibération du conseil du district du 26 mars 2015, le district de Causeway Coast and Glens relève la charte de la corporation du borough de Coleraine au sens des Local Government (Transitional, Incidental, Consequential and Supplemental Provisions) Regulations (Northern Ireland) du 9 mars 2015. Il devient donc, à compter du 1er avril, le borough de Causeway Coast and Glens (Causeway Coast and Glens Borough),.

## Administration

### Conseil
Le Causeway Coast and Glens Borough Council, littéralement, le « conseil du borough de Causeway Coast and Glens », est l’assemblée délibérante du borough de Causeway Coast and Glens, composée de 40 membres (depuis 2015), appelés les conseillers (councillors).
Un maire (mayor) et un vice-maire (deputy mayor) sont élus parmi les conseillers à l’occasion de chaque réunion générale annuelle du conseil du borough.

### Circonscriptions électorales
Le district de gouvernement local est divisé en autant de sections électorales (wards en anglais) que de conseillers. Celles-ci sont distribuées par zone électorale de district (district electoral area).
| Zone                           | Depuis 2015                                                                                         |
| ------------------------------ | --------------------------------------------------------------------------------------------------- |
| Première zone et ses sections  | Ballymoney (7 sièges)                                                                               |
| Première zone et ses sections  | - Ballymoney East - Ballymoney North - Ballymoney South - Clogh Mills - Dunloy - Rasharkin - Route  |
| Deuxième zone et ses sections  | Bann (5 sièges)                                                                                     |
| Deuxième zone et ses sections  | - Aghadowey - Castlerock - Garvagh - Kilrea - Macosquin                                             |
| Troisième zone et ses sections | Benbradagh (5 sièges)                                                                               |
| Troisième zone et ses sections | - Altahullion - Ballykelly - Dungiven - Feeny - Greysteel                                           |
| Quatrième zone et ses sections | Causeway (7 sièges)                                                                                 |
| Quatrième zone et ses sections | - Atlantic - Dervock - Dundooan - Giant’s Causeway - Hopefield - Portrush and Dunluce - Portstewart |
| Cinquième zone et ses sections | Coleraine (6 sièges)                                                                                |
| Cinquième zone et ses sections | - Churchland - Mountsandel - Quarry - University - Waterside - Windy Hall                           |
| Sixième zone et ses sections   | The Glens (5 sièges)                                                                                |
| Sixième zone et ses sections   | - Ballycastle - Kinbane - Loughguile and Stranocum - Lurigethan - Torr Head and Rathlin             |
| Septième zone et ses sections  | Limavady (5 sièges)                                                                                 |
| Septième zone et ses sections  | - Coolessan - Drumsurn - Greystone - Magilligan - Roeside                                           |

## Identité visuelle

Logotype (depuis avril 2015).